# Lower Class Brats
I Lower Class Brats sono una band street punk che si è formata nel 1995 ad Austin, Texas, negli Stati Uniti.

## Formazione

### Formazione attuale
- Bones DeLarge - voce
- Marty Volume  - chitarra
- EVO - basso
- Clay - batteria

### Ex componenti
- Rick Brat - basso
- Travis Jordan - basso
- Rob Brat - basso
- Mike Brat - basso
- Johnny Psycho - basso

## Discografia
- 1998 - Rather Be Hated Than Ignored (GMM)
- 2000 - Plot Sickens (Punk Core)
- 2003 - A Class of Our Own (Punk Core)
- 2003 - Clockwork Singles Collection: Real Punk Is An Endangered Species (Punk Core)
- 2006 - The New Seditionaires (TKO)
- 2007 - Loud and Out of Tune-Lower Class Brats Live (TKO)